# Rödryggig musfågel
Rödryggig musfågel (Colius castanotus) är en fågel i familjen musfåglar inom ordningen musfåglar.

## Utseende och läte
Musfåglar är en unik grupp fåglar, smala, grå eller bruna med mjuka, hårliknande fjädrar och mycket långa smala stjärtar. Alla arter har kraftiga klor som är motstående så att de mycket akrobatiskt kan hänga uppochner i grenar för att komma åt sin föda. De har alla en tofs på huvudet och kraftiga näbbar.
Rödryggig musfågel känns igen på just rödaktig rygg. Den har vidare bruna örontäckare, brun huvudtofs och ljusa ögon. Liknande vitkindad musfågel är olikt rödryggig musfågel fint tvärbandad på bröst och mantel samt har brun rygg och mörka ögon. Bland lätena hörs hårda "chee" och kvittrande toner som hos vitkindad musfågel.

## Utbredning och systematik
Fågeln förekommer i Angola, tidigare även i sydvästra Gabon. Den behandlas som monotypisk, det vill säga att den inte delas in i några underarter.

## Levnadssätt
Rödryggig musfågel hittas i små flockar i skogsbryn, öppen skog, törnbuskmarker och jordbruksområden. Den anses vara en av de mest välbekanta fåglarna i Angola.

## Status och hot
Arten har ett stort utbredningsområde, men tros minska i antal, dock inte tillräckligt kraftigt för att den ska betraktas som hotad. Internationella naturvårdsunionen IUCN listar arten som livskraftig (LC).